# Sin Gjongszuk
Sin Gjongszuk (hangul: 신경숙, handzsa: 申京淑, RR: Sin Gyeong-suk; 1963. január 12. –) dél-koreai írónő, aki 2011-ben elnyerte a Man Asian Prize irodalmi díjat Vigyázzatok Anyára! című regényéért.

## Élete és pályafutása
Sin vidéken nőtt fel, szülei mezőgazdaságban dolgoztak. 16 évesen került Szöulba, egy elektronikai gyárban kezdett dolgozni, közben pedig esti iskolába járt. Az 1980-as években azok közé a fiatal értelmiségiek közé tartozott, akik aktívan részt vettek a demokratikus mozgalomban. 22 évesen jelent meg első novellája, utána újságíróként dolgozott. Első regénye, Phunggumi ittdon csari (Punggeumi ittdeon jari) (풍금이 있던 자리, „Ahol a harmónium állt”, 1992) azonnali hírnevet hozott neki. Vigyázzatok Anyára! (엄마를 부탁해, Ommarul puthakhe (Eommareul butakhae), angol címén: Please Look After Mother) című regénye Koreában több mint kétmillió példányban fogyott, 34 országban jelent meg és felkerült a The New York Times bestsellerlistájára.
Vigyázzatok Anyára! című regényét a Könyvmolyképző Kiadó jelentette meg magyarul 2012-ben.